# Nuestra Señora de la Aurora (España)
Nuestra Señora de la Aurora es una advocación mariana que goza de gran devoción en los pueblos y ciudades del sur de Córdoba, siendo coronada como patrona de Montilla junto con San Francisco Solano, misionero montillano de nacimiento y patrón del folclore argentino. La devoción por la Virgen de la Aurora en Montilla comienza a mencionarse en libros y tratados a partir del siglo XVII. Esta virgen se encuentra íntimamente unida a la música, ya que el patrón montillano pasaba un gran número de noches en vela cantándole a la Virgen.
La Iglesia católica conmemora la festividad de esta advocación el 15 de septiembre.

## Historia
La devoción por la Virgen de la Aurora nació en el siglo XVII, conociendo su cenit en el setecientos, en pueblos granadinos y cordobeses, donde aún perdura su presencia. El antiguo reino de Granada se caracterizaba por su iconografía, así como a las zonas limítrofes, donde se erigió en uno de los principales referentes marianos. El título de la Aurora como advocación mariana podría tener su origen en el culto rosariano y en su práctica en el alba de la mañana. El título de “Rosario de la Aurora” provocó probablemente que muchas de las imágenes, en cuyo honor se realizaba, además de sus corporaciones organizadoras, tomasen el título de dicho acto piadoso. En el caso de Montilla, en el siglo XVI, encontramos la existencia una imagen de la Virgen del Rosario. Hacia 1699, tras la llegada de dos nuevas imágenes de esta advocación mariana coincidieron en la ciudad tres cofradías —una en la Parroquia de Santiago, otra en la Ermita de San Francisco Solano y la tercera en la Ermita de San Antonio— con tres imágenes con una iconografía tradicional. Ante esta situación, la Iglesia Católica declaró que únicamente podría existir una imagen con esta titularidad, por lo que se otorgó este privilegio a la hermandad más antigua. Las otras dos imágenes tomaron los nombres de “la Rosa” y de “la Aurora”. Esta última fue la semilla de la Cofradía de Nuestra Madre y Señora de la Aurora que, en 1703, fundó, con permiso de la marquesa de Priego y tras la aprobación de los estatutos de la Hermandad por parte del Obispado, la capilla en la parroquia de San Francisco Solano, donde se venera como patrona de la localidad. No es hasta el último tercio del siglo XIX cuando Nuestra Señora de la Aurora es proclamada patrona de la ciudad, tras haberlo sido hasta esa fecha la Purísima Concepción de María, cuyo patronazgo se recuerda en Montilla con la conocida como "plazuela de La Inmaculada». La procesión de la Virgen de la Aurora responde a la arraigada costumbre a la que acudían histórica y exclusivamente hombres, realizando el recorrido por los distintos barrios de Montilla.

## La hermandad
La Cofradía de Nuestra Señora de la Aurora recibió el reconocimiento oficial de la Iglesia al ser aprobada canónicamente en 1703 con el nombre de Cofradía de Nuestra Madre y Señora de la Aurora. Sin embargo, en 1976, siendo párroco de San Francisco Solano, D. Lorenzo López-Cubero Giménez, se decidió unir en una sola las dos hermandades que existían en la parroquia del Santo, y que honraban a los Patronos de Montilla, recibiendo desde entonces el título de Hermandad de Nuestra Señora de la Aurora y San Francisco Solano. Patronos de Montilla. En los últimos años, ha sufrido una modificación en el nombre de la cofradía, al recibir el 8 de julio de 2013 la «Carta Franciscana», por la cual la Hermandad pasa a denominarse «Franciscana Hermandad de Nuestra Madre y Señora de la Aurora y San Francisco Solano, Patronos de Montilla», siendo aprobada esta modificación por el Obispado de Córdoba en junio de 2018.

## Imagen y retablo
La imagen de la patrona de Montilla, de talla completa y 152 centímetros de altura, fechada por varios documentos en 1698, ha sido recientemente atribuida por Agustín Camargo al círculo del escultor granadino Diego de Mora, sobre la base de las grandes similitudes existentes con otras obras relacionadas con este mismo autor en la provincia de Córdoba (Lucena, Rute, Baena, Carcabuey, Aguilar) así como en la ciudad de Granada.
La Virgen se halla sobre un pedestal formado por dos octógonos concéntricos, elevado el menor sobre tornapuntas situados en los ángulos. Se completa con pequeños y graciosos angelillos. Viste túnica roja y, a la altura de la cintura, un dinámico manto, recogido sobre el brazo izquierdo, cae hacia los pies por el lado opuesto. La Virgen tiene un dulce rostro, propio del autor al que se atribuye, enmarcado por una cabellera de sinuosos bucles que se peinan hacia atrás a la altura de las sienes. Porta en su mano derecha un estandarte de plata y en la izquierda sostiene un Niño Jesús desnudo en ademán de bendecir. El retablo es de madera tallada y dorada. De pequeño tamaño, pero de gran categoría en su concepción y especialmente en su ornato, a base de follajes menudos y abundantes de finísima labra. De planta quebrada, presenta un banco con pedestales, llevando los pedestales interiores figurillas de ángeles con guirnaldas de flores. El cuerpo del retablo se organiza en función del saliente arco del camarín al que se anteponen dos estípites de robustas masas y especial decorativismo. La mitad inferior, de forma troncopiramidal, luce guirnaldas de flores y unas molduras de remate que, sobre la parte central de las caras, forman arquillos conopiales. Este retablo data de 1740 y es atribuido a Don Alonso Cano.

## Cultos y tradiciones
Durante los días previos al segundo domingo de octubre, se celebra la Solemne Novena a Nuestra Señora de la Aurora, predicada por jóvenes sacerdotes montillanos y en la que participan diferentes parroquias e instituciones religiosas. El sábado por la noche, tras la celebración del último día de la novena, los ciudadanos de Montilla, saludan a su Madre sus cantos, en una entrañable noche de serenatas. En la madrugada del sábado al domingo se crean rondas nocturnas y se cantan coplas populares a la Virgen de la Aurora, que se interpretan en el zaguán de la Parroquia de San Francisco Solano por grupos ocasionales, coros que guardan celosamente las viejas coplas a La Aurora y a La Rosa, inscritas en el Atlas del Patrimonio Inmaterial de Andalucía, tunas y rondallas de la localidad. Tras cantar a la Aurora, despliegan serenatas y pasacalles durante toda la noche. Las letras, que glosan los Misterios del Rosario, cobran un nuevo valor al cantarse con la cadencia lenta y solemne de las Coplas a La Aurora o el alegre ritmo de las cantiñas que se unen a las de la patrona y que los montillanos dedican a La Virgen de La Rosa. Sin lugar a duda, la fiesta en su honor está vinculada a la música. En la mañana del domingo, se realiza el Rosario de la Aurora, con una pequeña réplica de la Madre, que recorre varias calles de la feligresía. A mediodía se tiene la Solemne Función Religiosa, concelebrada por todos los sacerdotes de Montilla. Por la tarde-noche, se celebra la tradicional procesión con la imagen mariana por las calles de la ciudad. La música, siempre presente en esta celebración, es interpretada por bandas musicales montillanas, la Banda de cornetas y Tambores de Jesús Preso en la Cruz de Guía y la Agrupación Musical Pascual Marquina tras el paso de la Virgen.